# Wincenta (imię)
Wincenta – imię żeńskie pochodzenia łacińskiego, jeden z żeńskich odpowiedników imienia Wincenty (łac. vincens – zwyciężający). 
Wincenta imieniny obchodzi 28 czerwca, 6 listopada i 26 grudnia.
Zobacz też: Wincencja, Wincentyna